# Beavis a Butt-Head
Beavis and Butt-Head je americký animovaný komediální televizní seriál, který vytvořil Mike Judge. Vznikl roku 1993 pro hudební televizi MTV, kde se postupně stal nejpopulárnějším pořadem. Stal se popkulturním symbolem 90. let 20. století a ikonou generace X. Bývá považován za typické postmoderní dílo založené na citacích jiných děl. Na MTV původní seriál skončil roku 1997. Byl ale dvakrát restartován a chystá se třetí návrat. Poprvé byl seriál oživen v roce 2011 pro MTV a znovu v roce 2022 pro Paramount+. Od roku 2025 se budou nové epizody vysílat na Comedy Central. Postavy seriálu se objevily i ve dvou filmech Beavis a Butt-head dobývají Ameriku (1996) a Beavis and Butt-Head Do the Universe (2022). Vznikl také "duet" obou postav se zpěvačkou Cher I Got You Babe. Z franšízy Beavis a Butt-Head vzešla také komiksová série, videohry, knihy ad. 
Seriál sleduje titulní dvojici dospívajících flákačů z města Highland v Texasu, kteří se vyznačují apatií, charakteristickým smíchem, nedostatkem inteligence, přízemním humorem a láskou k hard rocku a heavy metalu. Obvykle nosí trička s nápisem AC/DC a Metallica. Sledují televizi, jedí nezdravé jídlo, pijí kofeinové a přeslazené nápoje a při svých výpravách mimo domov jsou vandaly nebo dokonce týrají zvířata. Během svého prvního uvedení se Beavis a Butt-Head dočkali uznání za svůj satirický komentář ke společnosti, stejně jako kritiky za údajný špatný vliv na dospívající.
Na základě jedné z vedlejších postav vznikl spin-off Daria.